# Juha Repo
Juha Repo est un copilote finlandais né le 31 octobre 1957. 
Il a travaillé avec Juha Kankkunen et Ari Vatanen.